# The Hollars
The Hollars è un film del 2016 diretto da John Krasinski.

## Trama
Un aspirante artista, John Hollar (John Krasinski) -  impegnato nel campo delle graphic novels - lascia New York andando in Mississippi quando viene a sapere dalla famiglia che la madre Sally (Margo Martindale) è gravemente malata. 
Arrivato nella città natale si rende conto, tuttavia, che deve affrontare la sua famiglia bizzarra e problematica e anche trovare i vecchi amici. Si reca in un laghetto evidentemente legato a ricordi d'infanzia, luogo prediletto per gite con la famiglia.
Va in ospedale dove si trova ricoverata sua madre Sally. Accanto c'è il padre e marito Don Hollar (Richard Jenkins) con il figlio (e suo fratello) Ron (Sharlto Copley). Quest' ultimo afflitto da problemi famigliari e di lavoro fa andare su tutte le furie il padre che si offende per una battuta sul suo modo di lavorare. Scena imbarazzante quanto arrivano a schiaffeggiarsi nel momento in cui compare nella stanza il neurochirurgo dottor  Fong (Randall Park) che spiega davanti alle immagini di una Tac il male che affligge la madre: un tumore cerebrale. Davanti a loro spiega che si tratta di una massa grande come una palla da tennis, probabilmente a crescita lenta formatasi in almeno 10 anni. A questo punto chiede se c'erano dei sintomi premonitori. La madre Sally dice di averne avuti, ma di non essersi fatta visitare perché il marito li aveva attribuiti al peso e l'aveva fatta andare da un nutrizionista per dimagrire. 
Il medico dice che inizierà un trattamento con medicinali e che l'operazione va effettuata in tempi rapidi per evitare attacchi epilettici.
Dopo, i due fratelli  John e Ron si recano nello studio del medico. Ma qui quest'ultimo non lascia parlare il medico: gli chiede se pratica judo, karatè avendo connotati orientali. Il medico nega di praticare sport, è taiwanese di origine, ma la distrazione dall'argomento rende assurdo il continuare un dialogo. A questo punto il fratello John lo prende per un braccio e lo porta via dicendo che si fida delle cure lasciando via libera all'intervento.
Mentre vanno via trovano Jason (Charlie Day), infermiere presso l'ospedale. Lui è il nuovo compagno di Gwen (Mary Elizabeth Winstead) esuberante ex fiamma di John Hollar. Jason è stato anche suo compagno di scuola.
Invitato in casa, Jason insiste che John e Rebecca (Anna Kendrick) si sposino oltremodo anche per il fatto che è incinta; Gwen mostra ancora di essere attratta da lui ma tutto finisce lì. Mentre torna in auto verso la sua casa famigliare telefona a New York alla sua attuale compagna Rebecca raccontando tutto della cena e del bacio ricevuto da Gwen. 
Va in un negozio di liquori (Stanley Wine & Liquor) per acquistare una bottiglia e trova il padre commesso in quanto ha lasciato l'attività, la banca non gli concede il prestito per rinnovare il negozio avendo poca liquidità.
Rebecca arriva da New York in taxi, trova in casa John e dietro la porta il fratello che veste la vestaglia della madre per sentirla con sé. Il padre è all'ospedale in poltrona accanto alla moglie.
Altro problema: il fratello Ron vuole rivedere le due figlie e si intrufola nella casa della sua ex Stacey (Ashley Dyke) che è ora sposata con il reverendo Dan (Josh Groban). Lei si infuria al mattino quando torna a casa e lo fa arrestare dallo sceriffo. Scena imbarazzante in quanto tutto il vicinato assiste alla visione delle manette con diversi poliziotti intervenuti. Compare il reverendo Dan (nuovo compagno della ex moglie Stacey) che ottiene che Ron non venga arrestato e lo porta a fare due chiacchiere .  Ron spiega che volevo vedere semplicemente le mie bambine, sono mie figlie dopotutto, ne ho diritto.
John porta in ospedale la compagna Rebecca per un controllo. Mostra di avere delle avvisaglie. Ma non è il momento. Partorirà due gemelli, lei lo sapeva dagli esami a New York ma non aveva detto nulla al compagno per non preoccuparlo visto la gravità della madre.
John torna in ospedale e trova la madre in camera in piedi alla finestra lamentandosi che dovrà essere pelata per l'intervento ("che orrore assomiglierò a Rod Steiger"); lui le dice che ha due gemelli per figli. Arriva l'infermiere Jason con il rasoio elettrico per togliere i capelli. Lo farà il figlio John che è lì presente. Lo stesso che farà poi scappare Sally dall'ospedale per essere portata via, in sedia a rotelle, con l'auto velocemente (mentre Jason cerca inutilmente di bloccarli) - per mangiare nel locale preferito  Jamie's. La madre dice che è sposata da 38 anni con Don e parla di sua madre, la nonna che i figli non hanno conosciuto. Arrivano anche il padre e l'altro fratello Ron. Tutti mangiano e poi la riportano in ospedale.
Al mattino seguente, data dell'intervento chirurgico, la madre presa dallo sconforto, non vuole affrontare quello che la aspetta. C'è una breve concitazione fra i membri della famiglia quando il marito, Don improvvisamente recita i brani tratti dalla canzone: Sono andato dal medico, sono andato in montagna, ho guardato i bimbi, ho bevuto alla fontana. C'è più di una risposta a queste domande indicandomi una linea storta. E meno cerco la mia fonte per qualcosa di definitivo, più mi avvicino alla fine... (in crescendo viene inserita la musica col testo cantato tratto da Closer to Fine).
L'operazione termina ottimamente, in una saletta il medico dottor Fong rassicura la famiglia riunita con Rebecca col pancione. Seguono momenti di grande felicità per l'ottima notizia.
Il padre resta accanto alla moglie Sally, sedata, che fa appena in tempo a dire due parole prima che i monitor segnalino l'emergenza. Sally non ce la fa. 
Precipitano tutti nell'angoscia, il marito torna in casa. Suona alla porta l'infermiere Jason che ha ricevuto da Sally all'ospedale l'incarico di portare a suo marito due buste: una prima in cui scrive al marito Don che se l'ha in mano vuol dire che per lei è finita, ora dovrà arrangiarsi, che se la caverà e che lei lo ama. Dopo risuona Jason alla porta e consegna la 2ª busta (intervallo richiesto dalla defunta): "smettila di piangere, mi piacciono le orchidee". La musica di "Airline to heaven" (Billy Bragg & Wilco) accompagna la scena.
I funerali, pagati da Rebecca (che John ha sposato al laghetto con il fratello come testimone e il reverendo Dan come celebrante), portano verso la conclusione: mentre John tiene il discorso commemorativo, la moglie ha le doglie. Viene utilizzato il veicolo delle pompe funebri per portare tutti all'ospedal, con il padre che per mancanza di spazio si stende nell'alloggiamento riservato alle bare durante il trasporto, scende dal carro funebre quando giungono davanti all'ingresso dell'ospedale lasciando senza parole un anziano degente sulla sedia a rotelle che assiste alla scena mentre prendeva il sole. 
La musica è di Josh Ritter.
Mentre Ron e il padre si abbracciano in un affetto ritrovato, Rebecca viene portata dal marito di corsa, in sedia rotelle, nel reparto giusto, dove viene accolta come signora Hollar, facendo sorridere John. 